# Full Spectrum Warrior
Full Spectrum Warrior – strategiczna gra czasu rzeczywistego wyprodukowana przez Pandemic Studios i Mass Media Inc. a wydana przez THQ na komputery osobiste, PlayStation 2 i Xboxa. Jej premiera odbyła się 1 czerwca 2004. Od 29 września 2008 grę można pobrać za darmo ze strony BigDownload.